# Día Internacional de las Aduanas
El Día Internacional de las Aduanas es una jornada conmemorativa que se celebra anualmente el 26 de enero desde 1983, establecida por la Organización Mundial de Aduanas en ese mismo año.

## Proclamación
Tras la Segunda Guerra Mundial, varios países europeos propusieron la creación de una Unión Aduanera.  Esta iniciativa culminó en la creación del Consejo de Cooperación Aduanera en 1952. La sesión inaugural de este Consejo se llevó a cabo el 26 de enero de 1953. Años más tarde, en 1983, este mismo Consejo, precursor de la actual Organización Mundial de Aduanas (OMA) con sede en Bruselas, instauró el Día Internacional de las Aduanas.

## Celebración
El Día Internacional de las Aduanas se celebra cada 26 de enero para conmemorar la primera reunión del Consejo de Cooperación Aduanera en 1953. Esta fecha marca el inicio de una era de cooperación aduanera internacional y destaca la relevancia de las aduanas en la globalización del comercio, fomenta la innovación y modernización en el sector y rinde homenaje a la labor de los funcionarios aduaneros en todo el mundo.

## Temas
- 2009: Las Aduanas y el medio ambiente: protección de nuestra herencia natural[3]

- 2010: Aduanas y empresas: mejorar los resultados mediante las alianzas de colaboración[4]

- 2011: El conocimiento, un catalizador para la excelencia en las Aduanas[5]
- 2012: Las fronteras dividen, las aduanas conectan[6]
- 2013: Innovación para el Progreso Aduanero[7]
- 2014: Comunicación: compartir información para una mejor cooperación[8]
- 2015: Gestión coordinada de las fronteras - Un enfoque inclusivo para conectar a las partes interesadas[9]
- 2016: Aduana Digital: Compromiso Progresivo[10]
- 2017: Análisis de los datos para una gestión eficaz de las fronteras[11]
- 2018: Un entorno empresarial seguro para el desarrollo económico[12]
- 2019: Fronteras SMART para un comercio, viaje y transporte fluidos[13]
- 2020: Aduanas que fomentan la sostenibilidad para las personas, la prosperidad y el planeta[14]
- 2021: Las aduanas refuerzan la recuperación, la renovación y la resistencia para una cadena de suministro sostenible[15]
- 2022: Ampliar la transformación digital de la Aduana mediante una cultura de datos y la creación de un ecosistema de datos[16]
- 2023: Acompañar a la nueva generación: promover el intercambio de conocimientos y fomentar el orgullo de la profesión aduanera[17]
- 2024: Aduana que moviliza a sus socios históricos y nuevos en torno a objetivos claros[18]